# تپه وجینک ۲
تپه وجینک ۲ مربوط به دوران‌های تاریخی پس از اسلام است و در شهرستان قزوین، روستای کارندچال واقع شده و این اثر در تاریخ ۳ بهمن ۱۳۷۹ با شمارهٔ ثبت ۳۰۲۰ به‌عنوان یکی از آثار ملی ایران به ثبت رسیده است.